# Dário Monteiro
Dário, właśc. Dário Alberto Jesus Monteiro (ur. 27 lutego 1977 w Maputo) – mozambicki piłkarz grający na pozycji napastnika.

## Kariera klubowa
Karierę piłkarską Dário rozpoczął w klubie Grupo Desportivo de Maputo. W 1995 roku zadebiutował w jego barwach w pierwszej lidze mozambickiej i w debiutanckim sezonie wywalczył z nim mistrzostwo Mozambiku. W połowie 1996 roku przeszedł do portugalskiej Académiki Coimbra. W 1997 roku awansował z nią z drugiej ligi do pierwszej ligi. W latach 1999–2002 znów grał w drugiej lidze portugalskiej, a w latach 2002–2003 w pierwszej.
Na początku 2004 roku Dário odszedł do Al-Jazira Club ze Zjednoczonych Emiratów Arabskich. Po pół roku występów w tamtejszej lidze wrócił do Académiki. W połowie 2005 roku przeszedł do Vitórii Guimarães, a rok później ponownie zmienił klub i został piłkarzem Estreli Amadora.
W 2007 roku Mozambijczyk trafił na Cypr, do tamtejszego klubu Nea Salamina Famagusta, z którym na koniec sezonu 2007/2008 spadł do drugiej ligi.
W 2008 roku Dário zaczął występować w Republice Południowej Afryki, w drużynie Mamelodi Sundowns. W 2009 roku odszedł do mistrza kraju, Supersport United, w którym zadebiutował 22 września 2009 w wygranym 3:1 wyjazdowym meczu z Jomo Cosmos.
W 2010 roku Dário został zawodnikiem Liga Muçulmana. W 2010 i 2011 roku wywalczył z nim mistrzostwo kraju. W 2012 roku wrócił do GD Maputo.
| Sezon   | Klub                   | Kraj                         | Rozgrywki                 | Mecze | Bramki |
| ------- | ---------------------- | ---------------------------- | ------------------------- | ----- | ------ |
| 1995    | GD Maputo              | Mozambik                     | Moçambola                 | ?     | ?      |
| 1996    | GD Maputo              | Mozambik                     | Moçambola                 | ?     | ?      |
| 1996/97 | Académica Coimbra      | Portugalia                   | Liga de Honra             | 2     | 0      |
| 1997/98 | Académica Coimbra      | Portugalia                   | Primeira Liga             | 11    | 1      |
| 1998/99 | Académica Coimbra      | Portugalia                   | Primeira Liga             | 25    | 9      |
| 1999/00 | Académica Coimbra      | Portugalia                   | Liga de Honra             | 31    | 12     |
| 2000/01 | Académica Coimbra      | Portugalia                   | Liga de Honra             | 31    | 21     |
| 2001/02 | Académica Coimbra      | Portugalia                   | Liga de Honra             | 27    | 17     |
| 2002/03 | Académica Coimbra      | Portugalia                   | Primeira Liga             | 30    | 11     |
| 2003/04 | Académica Coimbra      | Portugalia                   | Primeira Liga             | 6     | 4      |
| 2003/04 | Al-Jazira Club         | Zjednoczone Emiraty Arabskie | UAE League                | ?     | ?      |
| 2004/05 | Académica Coimbra      | Portugalia                   | Primeira Liga             | 25    | 6      |
| 2005/06 | Vitória SC             | Portugalia                   | Primeira Liga             | 24    | 1      |
| 2006/07 | Estrela Amadora        | Portugalia                   | Primeira Liga             | 15    | 3      |
| 2007/08 | Nea Salamina Famagusta | Cypr                         | Protathlima A’ Kategorias | 24    | 2      |
| 2008/09 | Mamelodi Sundowns      | Południowa Afryka            | Premier Soccer League     | 14    | 4      |
| 2009/10 | Supersport United      | Południowa Afryka            | Premier Soccer League     | 19    | 5      |
| 2010    | Liga Muçulmana         | Mozambik                     | Moçambola                 | ?     | ?      |
| 2011    | Liga Muçulmana         | Mozambik                     | Moçambola                 | ?     | ?      |
| 2012    | GD Maputo              | Mozambik                     | Moçambola                 |       |        |

## Kariera reprezentacyjna
W reprezentacji Mozambiku Dário zadebiutował w 1996 roku. W 1998 roku rozegrał 3 spotkania w Pucharze Narodów Afryki 1998: z Egiptem (0:2), z Marokiem (0:3) i z Zambią (1:3). W 2010 roku został powołany do kadry na Puchar Narodów Afryki 2010, na którym był wystąpił w jednym meczu, z Nigerią (0:3).